# Пиргоси исток
Пиргоси исток је назив за навијачке присталице клуба ФК Раднички Пирот.

## Оснивање групе и њен историјат
Група је основана у лето 1990. године, пред почетак првенства у Трећој лиги исток. Најзаслужнији за основање навијачке групе су навијачи из пиротских насеља Барје и Јатаган-мала. Оснивачи  групе Пиргоси исток били су углавном навијачи Партизана, па је и име навијачке групе из Пирота преузето од старе Партизанове навијачке групе PIRGGOSA. Поред навијача Партизана, навијачкој групи из Пирота приступили су и навијачи Црвене звезде из Пирота и његове околине. Први наступ као навијачка група Пиргоси су имали у августу 1990. године на домаћем терену, где су бодрили ФК Раднички Пирот против ФК Слога Краљево, а били су активни и на утакмицама КК Пирот. Највећи ривали Пиргоса су навијачи ФК Дубочица, ФК Раднички Ниш, ОФК Бор, ФК Тимок, ФК Напредак Крушевац, ФК Земун и ФК Јединство Параћин. Најпознатија подгрупа навијачке скупине из Пирота су Тијабараци, основани 2007. године.

## Пиргоси данас
Након неколико година прекида у навијању, у периоду од 2007-2009. године, навијачка група је поново активна на трибини Стадиона крај Нишаве, као и на гостовањима ФК Раднички Пирот. Навијачи из Пирота се труде да очувају традицију навијања у енглеском стилу у комбинацији са стилом навијања грчких и италијанских тифоза. Поред навијачких песама, на трибини се често употребљава пиротехника, а истичу и заставе, барјаци као и кореографија. Пиргоси су 2015. године обележили 25. година постојања групе, а поред навијања, често организују и хуманитарне акције.